# Драпия
Дра̀пия (на италиански: Drapia) е село и община в Южна Италия, провинция Вибо Валентия, регион Калабрия. Разположено е на 262 m надморска височина. Населението на общината е 2087 души (към 2012 г.).